# 长白山号综合登陆舰
长白山号综合登陆舰，正式名称为中国人民解放军海军长白山舰（舷号：989），是中國人民解放軍海軍入役的第三艘071型船塢登陸艦。该舰约在2011年9月26日於上海滬東造船廠下水，并于2012年9月23日起正式入列并服役于中国人民解放军海军。

## 历程

### 服役后
2023年, 长白山舰深入南太平洋，访问並向瓦努阿图运送救灾物资，协助瓦努阿图进行台风“朱迪”和“凯文”过境后的重建工作。主要物资包括:3万平方米彩钢屋顶、3000盏太阳能应急照明灯、50顶12平方米铝合金帐篷、20吨大米、22008份康师傅牛肉方便面和1200罐午餐肉和牛肉罐头等。